# 保盧斯山
72°37′S 31°0′E / 72.617°S 31.000°E
保盧斯山是南極洲的山峰，位於東部南極洲的毛德皇后地，海拔高度2,420米，屬於比利時山脈的一部分，該山峰在1957至1958年由比利時探險隊發現，現時受南極條約體系管理。